# 夕陽のドラゴン
『夕陽のドラゴン』（ゆうひのドラゴン）は、1995年4月6日から1997年3月27日まで、スペースシャワーTVにて放送されていた音楽バラエティ番組である。

## 概要
ロックバンド『ウルフルズ』のボーカル・トータス松本と、当時ラテンロックバンド『BINGO BONGO』のボーカル兼MCであったユースケ・サンタマリアが司会を務めた2時間の音楽バラエティ番組。毎週木曜日の夕方に公開生放送され、更に週に3回程度リピート放送枠が設けられていた。
番組開始当初は東京・渋谷にあったCDショップ『WAVEクアトロ』店内に設置されたサテライトスタジオでの公開生放送であったが、当時はトータス、ユースケともブレイクする前で、生放送中にトータスもしくはユースケが街へ出るコーナーも設けられるなど、2人が有名人となった現在では実施困難と思える状況下での放送であった。その後、ウルフルズが1995年12月にリリースされた9枚目のシングル『ガッツだぜ!!』で大ブレイクしたことから、ファンによる混乱を避けるため、1996年4月からは放送場所を東京・六本木にあるスペースシャワーTV本社内のスタジオに変更（番組を観覧するには事前の応募が必要）した。更に1997年1月に放送を開始したフジテレビ系列の刑事ドラマ『踊る大捜査線』に真下正義役で出演したユースケもブレイクを果たし、当番組は図らずも2人のブレイクの瞬間を見届ける格好となった。しかし皮肉にも、2人がブレイクしたことで毎週2人揃って生放送を行うことが困難となり（録画による放送も何回か行われた模様）、結局『踊る大捜査線』開始から3ヶ月後、当番組は2年間の歴史に幕を下ろした。
なお番組末期には、セガ・エンタープライゼスや資生堂コスメニティ（現・資生堂フィティット）がスポンサーとなっていた。

## 放送時間
- 初回放送 - 毎週木曜日 17:00 - 19:00

## 出演者

### 司会
- トータス松本（ウルフルズ）
- ユースケ・サンタマリア[3]（当時BINGO BONGO[2]）

2人とも功夫の服装、アロハシャツ、新橋の酔っ払いサラリーマン風スーツ、夏目漱石の『坊っちゃん』風の衣装、体育教師風ジャージ、警察官の制服等、様々なコスプレで出演していた。

### アシスタント
- 堀田智子 - 初代アシスタント。テレビ新潟アナウンサー、NHK契約アナウンサーを経てフリー。
- 宝積有香 - 2代目アシスタント。トータスやユースケと同様コスプレで出演していた。

## 主なコーナー
番組には様々なコーナーがあり、コーナーの合間にミュージックビデオが流されていた。また生放送中に視聴者からFAXでの投稿も受け付けていた。なお、ここに挙げるコーナーの中には途中から新設されたもの、途中で消滅したものもある。
ドラゴン演芸
番組冒頭に放送されていた、トータスとユースケのユニット『リュックサックス』による「ギター漫談」のコーナー。ギターを持った2人が『彼女はブリー』（ウルフルズの『彼女はブルー』とBINGO BONGOの『ブリー』を合体させた歌）を歌いながら登場、「俺たちのオリジナルソング聴いてくれ」と言いながら他のアーティストの歌を歌い、最後にそのアーティストに詫びの一言を言うのがお決まりとなっていた。
今週の流行語
番組オープニングでトータスとユースケがフリップに「今週の流行語」を書いて紹介するコーナー。
ジェスチャーFAX
トータスもしくはユースケがジェスチャーを行い、何と言っているかを当てるクイズ。「誰が・どこで・何をした」という形式で出題し、FAXで解答を受け付けていた。
ゲストコーナー
ゲストを招いて自由にトークするコーナー。番組の前半・後半に各1組ずつ、計2組のゲストが登場するのが通例であった。ゲストはほとんどがミュージシャンだったが、玉川カルテットが出演したこともある。またメタリカ、チコ&ザ・ジプシーズ、スパイス・ガールズ等海外のミュージシャンもゲストとして登場した。
PVジャッジ
トータスとユースケ（1週交替で担当）が野球の審判に扮し、流されたミュージックビデオを「アウト!」「セーフ!」以外の言葉を使って的確に判定するコーナー。
カウントダウン
シングル売り上げベスト10を発表するコーナー。また、注目曲をリリースしたアーティストの所属レコード会社のプロモーターが電話出演して注目曲が翌週何位にランクインするか予想、外れた場合は視聴者へノベルティグッズをプレゼントしてもらう企画もあった。
パシリのコーナー
トータスとユースケのうちどちらか1人（ジャンケン等で負けた方）が生放送中にHi8カメラを持ったスタッフと共に渋谷の街に出、与えられたミッションを実行して、その様子を撮影するコーナー。スタジオに戻ってから撮影した映像を鑑賞した。ちなみに撮影許可は取っていなかった。六本木からの放送に変更されたのに伴いコーナー廃止。
ポエムのコーナー
照明を落とした薄暗いスタジオで、視聴者から寄せられたポエム（実態は一言ネタや面白おかしい文）をトータスとユースケがしめやかに朗読するコーナー。読み終えた後にはお鈴を鳴らしていた。
エアロビクスのコーナー
スタジオにエアロビクスのインストラクター「YAKO先生」が登場、レギュラー陣やスタジオ観覧客と共にエアロビクスをするコーナー。番組前半戦の終わりに設けられていた。六本木に移ってから開始されたコーナーである。
ドラゴンニュース
宝積が音楽業界の様々なニュースを紹介するコーナー。
テレビ電話のコーナー
テレビ電話『WebTV』を使用してゲストとトークするコーナー。
ドラゴン講座
各界の専門家を講師に招き、レギュラー陣が手ほどきを受けるコーナー。
セガサターンのコーナー
番組スポンサーであったセガサターンのゲームをトータスとユースケが体験するコーナー。

## 主な特別企画
ウルフルズ追っかけ
ウルフルズがコンサートツアーに出た際、ユースケがビデオカメラを携行して同行、もしくは別行動で追い、道中やコンサートの様子を撮影・リポートする企画。ユースケがコンサートに飛び入り参加することもあった。ユースケの故郷・大分を訪れた際には、ユースケの母“ジュンコ・サンタマリア”も登場した。
どっきり
トータスがユースケにどっきり（ユースケの楽屋にあるものが次々と爆発する）を仕掛けたり、また番組スタッフがトータスにどっきり（テレビ電話のコーナーでトータスの実母が登場）を仕掛けたりした。
真夜中のドラゴン
真っ暗なスタジオ内に設置されたブランコにユースケが乗り、スポットライトを浴びながらブランコを漕ぎ、一人トークするミニ番組。1996年7月にリリースされたBINGO BONGOのアルバム『VAMONOS』をPRするため6回だけ放送された期間限定番組であった。
おじゃまドラゴン
郵便局員に扮したトータスとユースケが、アポ無しで番組のファンの家に年賀状を届けに行くロケ企画。

## エピソード
- 1995年7月27日放送の「パシリのコーナー」で、スタッフと共に街に出たトータスが、ウルフルズのニューシングル『SUN SUN SUN'95』をPRするため、回転寿司屋に入店して食事をしながら、店員の隙を見てベルトコンベア上にCDを乗せて流し、気づいた店員にスタッフが怒られるというハプニングがあった。
- 1996年7月18日の放送で、前半のトークコーナーのゲストだった奥田民生がオープニングから飛び入りで登場、エアロビクスのコーナーや、後半のゲスト・PUFFYのトークコーナーにも参加し、結局エンディングまで出演し続けた。
- 番組最末期、『リュックサックス』の本当のオリジナル曲『テクノロジーオブラヴ ～名古屋まで2km～』が発表された。
- 最終回では、トータスとユースケが病院の同じ病室に入院している患者、宝積が担当のナースに扮し、病室に置かれているテレビで当番組の懐かしい映像を見ながら思い出話をするという企画が放送された。この回の放送では最後にトータスが突然発作を起こして絶命、更にトータスの異変に気付いて狼狽するユースケの頭上から金盥が落ちてきてユースケも絶命するというオチが付き、エンディングで天国の2人（頭上に天使の環が付いている）が〆のトークをして終了した。
- トータスとユースケは当番組終了のわずか半年後から、讀賣テレビ放送（ytv）の深夜バラエティー番組『新橋ミュージックホール』で再び共演。同じく共演者のビートたけしも加えた3名で番組内ユニット『ぢ・大黒堂』を結成、シングルをリリースした。
- 2014年8月23日、スペースシャワーTVの開局25周年記念番組として『夕陽のドラゴン -Summer Madness 2014-』が放送され、約17年ぶりに一夜限りの復活を果たした。

## 参考データ
2014年8月3日放送　スペースシャワーTV『夕陽のドラゴン 傑作選』　他